# Pogrom van Tripoli (1948)
De pogrom van Tripoli van 1948 vond plaats op 12 juni 1948 in het toen nog Italiaanse Libië, dat overigens door geallieerde troepen was bezet. Deze pogrom volgde op het uitroepen van de staat Israël. Ten minste 13 Joden werden vermoord, circa 280 Joodse woningen werden verwoest.
Tijdens het conflict tussen Joden en Arabieren in het Britse mandaatgebied Palestina werd de haat tegenover de Joden in Libië steeds heviger. Bij de eerste pogrom in 1945 kwamen meer dan 140 Joden om het leven.
Op 12 juni 1948 werd het Joodse kwartier belaagd door een woedende menigte. In tegenstelling tot de vorige pogrom verdedigden de Joden zich hevig en kwamen de rebellen de wijk niet in. Hierop richtte men haar woede op onbeschermde Joodse inwoners in andere wijken.
Tussen 1945 en 1949 verlieten 30.972 Joden het land en vertrokken veelal naar Israël. Van de Joodse gemeenschap bleef weinig meer over. In 2003 verliet de laatste Joodse inwoner, een oude vrouw, het land op aandringen van haar familie.